# Tour Rise
 (janvier 2025).
La tour Rise est un projet de construction dans la ville de Riyad, en Arabie saoudite. 
Il est prévu que ce soit le premier bâtiment haut de 2 km, ce qui en ferait le plus haut bâtiment ou la plus haute structure du monde une fois terminé. Il culminera 1 180 mètres plus haut que le Burj Khalifa et dépassera de près de 1 000 m la tour de Djeddah. La tour comptera 678 étages. Le gratte-ciel a été conçu en décembre 2022 par le Fonds d’investissement public et ses plans ont été annoncés en août 2023 comme pièce maîtresse du projet Pôle Nord.

## Aperçu
En décembre 2022, le MEED[Quoi ?] publie que le Fonds d'investissement public d'Arabie saoudite envisagerait un plan visant à construire le plus haut gratte-ciel du monde sur une zone de 18 kilomètres carrés dans le nord de Riyad, situé à proximité de l'aéroport international du roi Khaled, avec un budget estimé à 5 milliards de dollars américains,,,,.
En août 2023, près de six mois après l'annonce du projet New Murabba, les plans de la tour Rise ont été dévoilés par Mohammed al-Qahtani, le PDG de la Saudi Arabia Holding Company,. Le gratte-ciel devrait être construit sur le site du projet North Pole de 306 kilomètres carrés, un projet de développement immobilier à usage mixte surnommé « la ville du futur »,,.